# برنامه وایکینگ
برنامه وایکینگ (انگلیسی: Viking program) پروژه‌ای شامل دو کاوشگر فضایی آمریکایی وایکینگ ۱ و وایکینگ ۲ است که به سوی مریخ فرستاده شده‌اند. هر یک از این دو فضاپیما دارای دو بخش اصلی بودند: یک مدارگرد که برای تصویربرداری از سطح مریخ از مدار آن طراحی شده بود و یک سطح‌نشین که هدف از طراحی آن مطالعه سیاره از روی سطح آن بود.
وایکینگ ۱ در ۲۰ اوت ۱۹۷۵ و وایکینگ ۲ در ۹ سپتامبر همان سال به فضا پرتاب شدند. وایکینگ ۱ در ۱۹ ژوئن ۱۹۷۶ و وایکینگ ۲ در ۷ اوت ۱۹۷۶ وارد مدار مریخ شدند.
پس از بیش از یک ماه گردش این دو فضاپیما به دور مریخ و تهیه تصاویر برای انتخاب محل فرود، مدارگرد و سطح‌نشین از هم جدا شده و سطح‌نشین وارد جو مریخ شده و در محل انتخاب‌شده فرود آمد. همزمان با فرود سطح‌نشین‌ها در مریخ مدارگردها به تهیه تصویر از مریخ و دیگر کارهای علمی ادامه دادند.
برنامه وایکینگ در دهه ۷۰ میلادی حدود ۱ میلیارد دلار هزینه دربرداشت که برابر با ۱۱ میلیارد دلار هزینه در سال ۲۰۱۶ است. این برنامه پروژه بسیار موفقی بود و توانست بیشتر اطلاعات دربارهٔ مریخ در اواخر دهه ۱۹۹۰ و اوایل دهه ۲۰۰۰ را فراهم آورد.